# Marthana turrita
Marthana turrita is een hooiwagen uit de familie Sclerosomatidae.